# كمال بوناح
كمال بوناح (ولد بقسنطينة سنة 1953)، هو دكتور في علم الاجتماع بجامعة قسنطينة وسياسي جزائري، شغل منصب نائب رئيس مجلس الأمة الجزائري. شغل قبل ذلك منصب رئيس المجلس الشعبي الولائي لولاية قسنطينة، وشغل عهدتين في المجلس.